# 채드 로
채드 로(Chad Lowe, 1968년 1월 15일 ~ )는 미국의 배우이다.